# Соня лісова
Соня лісова, че́ртіж або вовчок лісовий (Dryomys nitedula) — гризун родини вовчкових (Gliridae).
Один з 4-х видів родини вовчкових у фауні України.

## Зовнішній вигляд
Соня лісова добре відрізняється від інших гризунів нашої фауни сіро-бурим забарвленням хутра, пухнастим хвостом, чорною смугою, що йде через око, та чіпкими пальцями. Довжина від носа до хвоста становить 90–116 мм, довжина хвоста — 60–93 мм, лапки — 20–24 мм. За зовнішнім видом подібна до жолудниці європейської («соні садової»), поширеної в Україні на Поліссі, Поділлі та у прикарпатських областях.

## Особливості біології
Цей гризун поселяється у лісах та садках. Свої гнізда влаштовує у дуплах дерев, в шпаківнях, часто селиться поблизу людей, зокрема у господарських приміщеннях. Соня часто стає жертвою котів та куниць.

## Охорона
На більшій частині ареалу стан природних популяцій виду залишається більш-менш стабільним. Саме тому він, згідно Червоного списку МСОП, отримав охоронну категорію «відносно благополучний вид». Але в окремих регіонах спостерігається тенденція до зниження чисельності популяції виду. Тому соня лісова занесена до Бернської конвенції (Додаток ІІІ. Види фауни, що підлягають охороні), а також до Директиви Європейського Союзу 92/43/ЄС «Про збереження природних оселищ та видів природної фауни і флори» (Додаток IV. Види рослин і тварин, що становлять особливий інтерес для Європейського Союзу, які потребують суворих заходів охорони).

## Утримання в неволі
Соня лісова дуже добре приручається з малого віку. У ранньому віці добре п'є молоко (розведену «дитячу суміш») з піпетки, у віці від 2-х тижнів до 3-х місяців надає перевагу комахам, особливо охоче їсть коників, великих нічних метеликів, «борошняних червів». За один день з'їдає близько 10–20 комах. Воду п'є часто, дуже любить ягоди та фрукти. Активна переважно у вечірні години.